# Dekanat Straży Granicznej
Dekanat Straży Granicznej – jeden z 11 dekanatów Ordynariatu Polowego Wojska Polskiego.

## Historia
17 czerwca 1994 roku bp polowy Sławoj Leszek Głódź powołał dekanat Straży Granicznej, w którego skład początkowo wchodziła parafia św. Mateusza Ewangelisty w Kętrzynie i pięć ośrodków duszpasterskich. W latach 1998–2000 ośrodki duszpasterskie w Chełmie, Koszalinie i Nowym Sączu zostały przekształcone w parafie.
Dziekani.
1994–2009 – ks. prał. płk w st. spocz. dr Kazimierz Tuszyński
od 2009 – ks. płk Zbigniew Kępa

## Parafie
W skład dekanatu wchodzą parafie:
- parafia Straży Granicznej bł. ks. kmdr. Władysława Miegonia – Chełm
- parafia Straży Granicznej św. Mateusza Ewangelisty – Kętrzyn
- parafia Straży Granicznej św. Siostry Faustyny Kowalskiej – Koszalin
- parafia Straży Granicznej Bożego Miłosierdzia – Nowy Sącz